# Yanisse Madi
Yanisse Madi (ar. يانيس مادي;ur. 7 sierpnia 2003) – komoryjski zapaśnik walczący w stylu wolnym. Zajął 39. miejsce na mistrzostwach świata w 2023 roku.
Zajął siódme miejsce na mistrzostwach Afryki w 2023. Czwarty na igrzyskach panarabskich w 2023. Złoty medalista igrzysk Wysp Oceanu Indyjskiego w 2023 roku.